# Azur (Landas)
Azur (en occitano Asur) es una pequeña localidad y comuna francesa situada en la región administrativa de Aquitania, departamento de Landas, en el distrito de Dax a orillas del lago de Soustons , cerca del Océano Atlántico (playa vigilada de Messanges ).

## Demografía
| 323 | 347 | 362 | 357 | 377 | 447 |
| Para los censos de 1962 a 1999 la población legal corresponde a la población sin duplicidades (Fuente: INSEE [Consultar]) |     |     |     |     |     |